# Andragoras

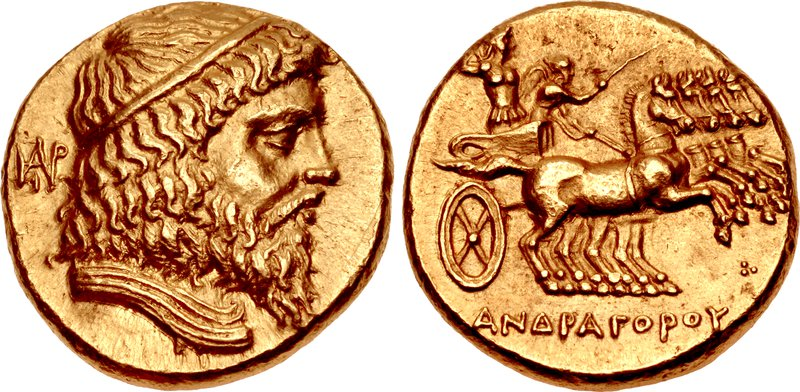
Münze des Andragoras

Andragoras war um 250 v. Chr. seleukidischer Satrap in Parthien, zu der Zeit als der Skythe Arsakes I. in Parthien einfiel und gegen die Seleukiden rebellierte. Justin berichtet, dass Andragoras von Arsakes I. umgebracht wurde. Andragoras ist vielleicht auch von vier Goldstateren und einer Reihe von Tetradrachmen bekannt, die den Namen Andragoras tragen und teilweise im Oxus-Schatz gefunden wurden; obwohl die Zuordnung der Münzen an die bei Justin genannte Person nicht ganz sicher ist. Es gibt stilistisch sehr eng verwandte Münzen, die ihm ebenfalls zugeschrieben werden. Sie tragen nur schwer lesbare aramäische Legenden. Ein Mann mit diesem Namen, jedoch ohne Titel oder weitere Bezeichnung, wird auch auf einer Stele mit griechischen Text genannt, die aus dem Norden des Iran stammen soll. Da der Name sonst nicht gut bezeugt ist, scheint es wahrscheinlich, dass die Stele diese Person nennt.